# جامعة بنغازي - المرج
جامعة بنغازي - المرج هي أكبر فروع جامعة بنغازي الأم بمدينة بنغازي وتوجد بها العديد من الكليات ويبلغ عدد طلابها حوالى 15الف طالب.

## كليات الجامعة
- كلية الآداب.
- كلية العلوم.
- كلية القانون
- كلية الاقتصاد
- كلية الهندسة.
- كلية الموارد والبيئة.
- كلية تقنية المعلومات.
- كلية التربية.
- كلية إدارة الاعمال.
- كلية المعلمين.

## فروع جامعة بنغازي - المرج
- كلية الاداب والعلوم -الابيار.
- كلية الاداب والعلوم-العقورية.